# Macrotomini
Tribu
Les Macrotomini Thomson, 1860 forment une tribu de coléoptères cérambycidés de la sous-famille des Prioninae.

## Morphologie

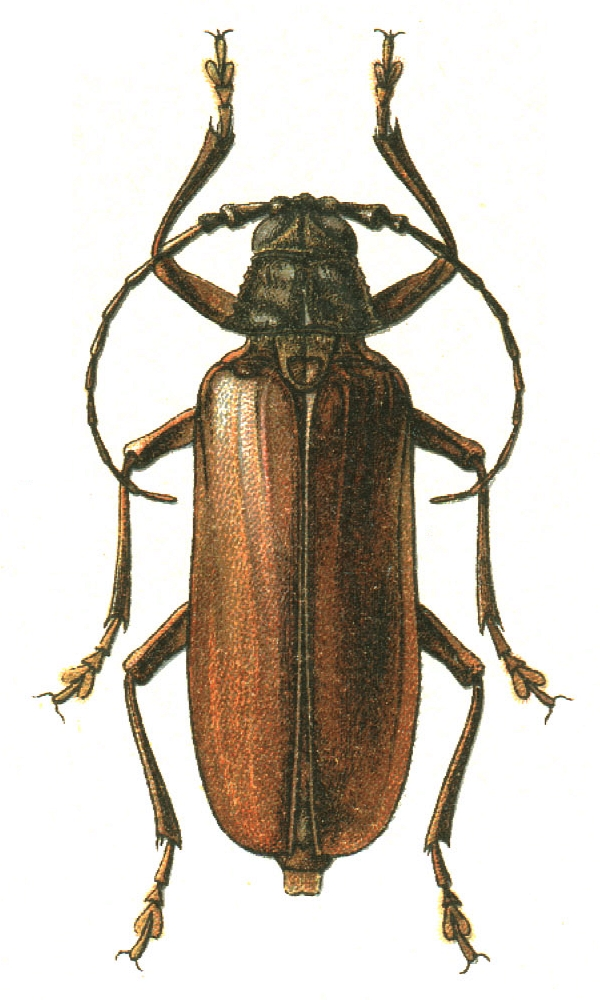
femelle de Prinobius myardi Mulsant, 1842.

Les Macrotomini ont un aspect plutôt variable, mais ils sont reconnaissables parmi les autres Prioninae pour avoir le corps massif, les élytres à côtés parallèles et souvent portantes trois ou quatre rides longitudinales, le prothorax crénelé aux côtés et souvent armés d'une épine aux angles postérieures.

Les mâles présentent parfois un prothorax large et rectangulaire, avec aussi deux plaques triangulaires luisantes sur le disque comme les Callipogonini. Toutefois cette dernière tribu est reconnaissable pour n'avoir pas les yeux fortement réniformes ou les élytres fournies des rides longitudinales.

## Distribution
Les Macrotomini sont une tribu originaire du Gondwana qui est répandue surtout dans l'Afrique, le Madagascar et l'Inde. Dans les autres continents elle a une diffusion plus limitée:  dans l'Amérique du Sud, l'Europe et l'Australie il y a quelque espèce seulement.

En France méridionale (Var) et en Corse est présent l'espèce suivante,:
- genre Prinobius Mulsant, 1842
  - Prinobius myardi (Mulsant, 1842) (= P. scutellaris Germar, 1817)